# COM Express

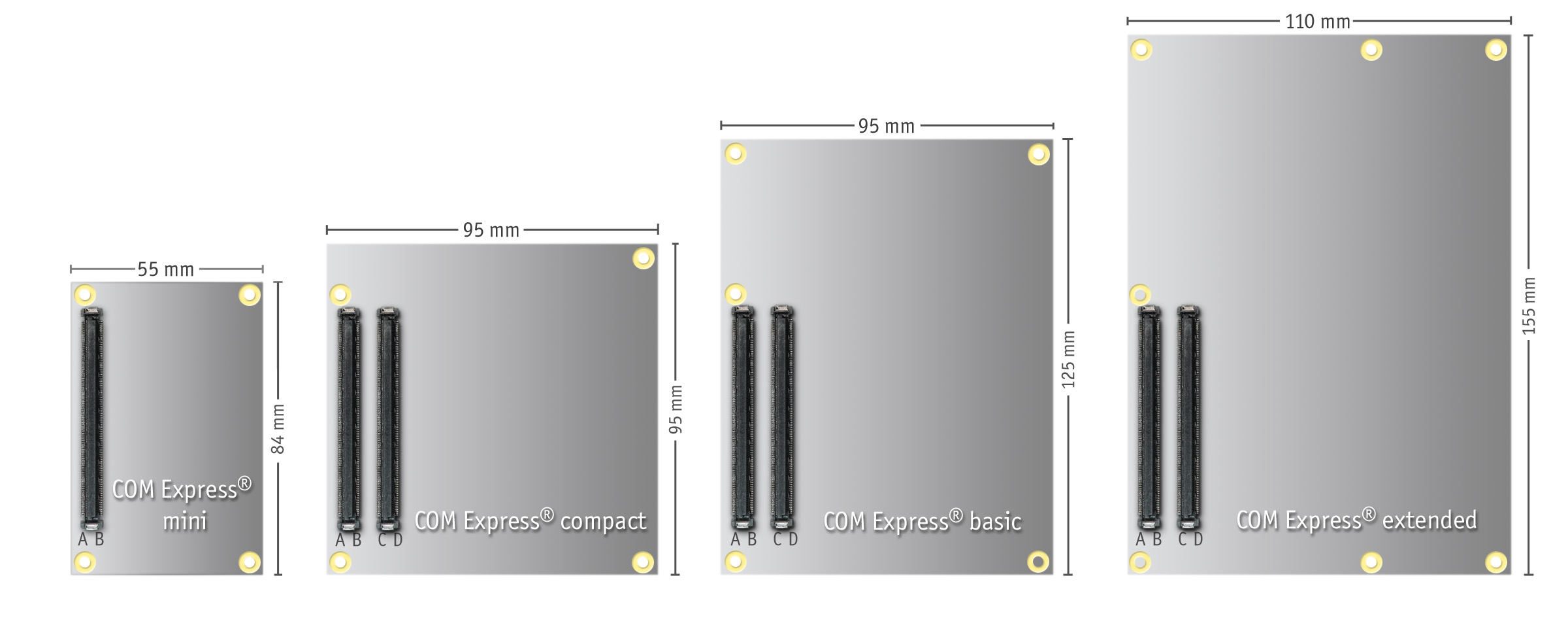
Die verschiedenen COM Express Formfaktoren im Größenvergleich

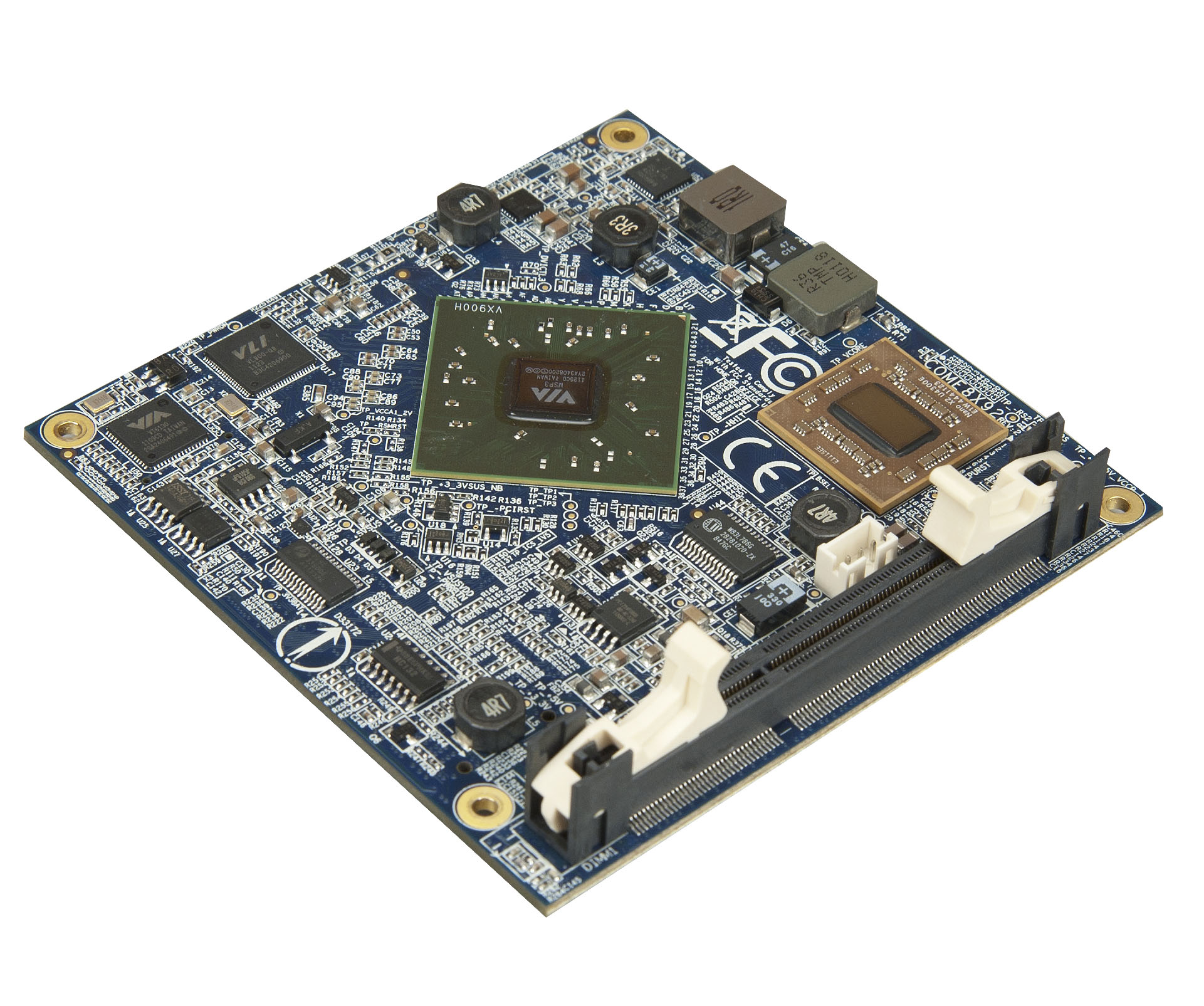
COMe-Modul Typ 6 mit VIA Nano X2

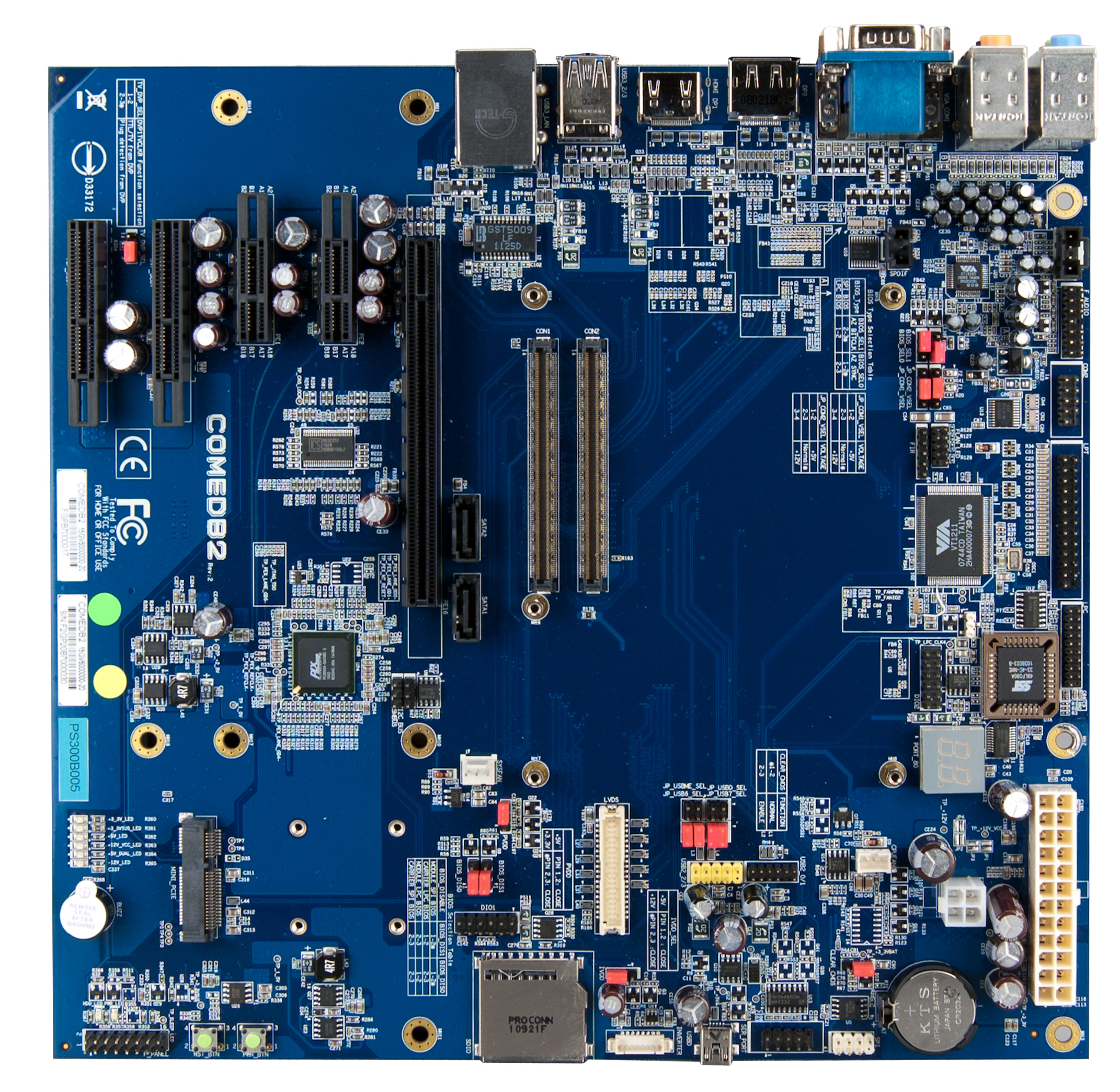
COMe-Trägerplatine (Carrier-Board)

COM Express (COMe) ist eine Spezifikation der PICMG für x86er-basierte Computer-on-Module (COM). COM Express Computer-on-Module integrieren die Kern-Funktionalität eines bootfähigen PCs wie CPU, Grafikprozessor, Arbeitsspeicher und Standardschnittstellen auf einem Modul, das über maximal zwei Steckverbinder auf ein applikationsspezifisches Carrier Board gesteckt wird. COM Express basiert auf dem 2003 von Intel und Kontron vorgestellten Formfaktor ETXexpress, wurde aber im Zuge der Spezifizierung durch die PICMG in COM Express umbenannt.
COM Express spezifiziert sowohl die Abmessungen des Moduls, Platzierung der Befestigungsbohrungen, sowie auch die Platzierung und Pin-Belegung (Pin-out Typ) der Konnektoren zum Carrier Board. Diese führen die typischen seriellen PC-Schnittstellen wie PCI Express, USB, Audio, Grafik und Ethernet zum Carrier Board hinaus. Durch die Festschreibung der Pin-Belegung in den so genannten Pin-out Typen soll sichergestellt werden, dass COM Express Module untereinander austauschbar bleiben, so dass COM Express auch nachträglich noch mit neuen COM Express Computer-on-Module aufgerüstet werden können. Je nach Typ kommen ein oder zwei 220-polige Steckverbinder zum Einsatz. Der gleiche Steckverbindertyp wird auch bei CoreExpress eingesetzt.

## Pin-out Typen
Derzeit definiert die COM Express-Spezifikation der PICMG sieben verschiedene Pin-Outs. Das verbreitetste Pin-Out ist Typ 2. Die Pin-outs, Typ 6 und Typ 10, die mit der Revision 2.0 der COM Express-Spezifikation Anfang 2010 hinzugefügt wurden, integrieren bis zu drei digitale Display Interfaces parallel zum PCI Express Graphics Port.
Ende 2016 wurde Typ 7 vorgestellt. Er unterscheidet sich von den bisherigen Typen dadurch, das auf fast alle Videoschnittstellen verzichtet wurde. Es verfügt nur noch über eine LVDS-Schnittstelle, welche wahlweise auch als eDP (embedded Displayport) genutzt werden kann. Auch die Anzahl der SATA- und USB-Schnittstellen wurde reduziert. Dadurch wurde es möglich 32 PCI-Express-Lanes sowie viermal 10-GBaseKR-Ethernet zu implementieren.
| Pin-out | Anzahl Steckverbinder | PCI Express Lanes | PEG a | PCI | IDE | SATA | LAN | Video Ausgänge                            | USB 2.0 | USB 3.0 | Sonstige                           |
| ------- | --------------------- | ----------------- | ----- | --- | --- | ---- | --- | ----------------------------------------- | ------- | ------- | ---------------------------------- |
| Typ 1   | 1 × 220 Pins          | 06                | –     | –   | –   | 4    | 1   | LVDS, VGA                                 | 8 ×     | –       |                                    |
| Typ 10  | 1 × 220 Pins          | 04                | –     | –   | –   | 2    | 1   | LVDS, DDI (SDVO b, DP, HDMI/DVI)          | 6 ×     | 2 ×     | 2 × RS-232                         |
| Typ 2   | 2 × 220 Pins          | 22                | Ja    | Ja  | 1   | 4    | 1   | LVDS, VGA, DDI (SDVO b, DP, HDMI/DVI)     | 8 ×     | –       |                                    |
| Typ 3   | 2 × 220 Pins          | 22                | Ja    | Ja  | –   | 4    | 3   | LVDS, VGA, SDVO b                         | 8 ×     | –       |                                    |
| Typ 4   | 2 × 220 Pins          | 32                | Ja    | –   | 1   | 4    | 1   | LVDS, VGA, SDVO b                         | 8 ×     | –       |                                    |
| Typ 5   | 2 × 220 Pins          | 32                | Ja    | –   | 2   | 4    | 3   | LVDS, VGA, SDVO b                         | 8 ×     | –       |                                    |
| Typ 6   | 2 × 220 Pins          | 24                | Ja    | –   | –   | 4    | 1   | LVDS, VGA, 3 × DDI (SDVO b, DP, HDMI/DVI) | 4 ×     | 4 ×     | 2 × RS-232                         |
| Typ 7   | 2 × 220 Pins          | 32                | –     | –   | –   | 2    | 1   | eDP/LVDS                                  | –       | 4 ×     | 2 × RS-232, 4 × 10GBaseKR Ethernet |

## Modulgrößen
Die Spezifikationen definieren vier Modulgrößen:
| Extended: | 155 mm × 110 mm                     |
| Basic:    | 125 mm × 095 mm                     |
| Compact:  | 095 mm × 095 mm                     |
| Mini:     | 055 mm × 084 mm (Type 1/10 Pin-out) |

## COM Express-Spezifikation
Die COM Express-Spezifikationen (COM.0) wird von der PICMG definiert. Sie kann gegen eine Gebühr von der PICMG erworben werden.
- Rev. 1.0 2005
- Rev. 2.0 2010
- Rev. 2.1 2012
- Rev. 3.0 2017

## COM Express Carrier Designguide
Der COM Express Carrier Designguide der PICMG gibt zusätzliche Informationen für die Entwicklung applikationsspezifischer Carrier Boards für COM Express COMs. Neben Referenzplänen für externe Schaltkreise, um die verschiedenen Peripheriefunktionen der COM Express-Module zu implementieren, beschreibt er auch die unterstützten Bus-Systeme und weiterhin, wie weitere Peripherie und Erweiterungsslots in ein COM Express-basiertes System zu integrieren sind. Der COM Express Carrier Design Guide ist sowohl auf der PICMG-Webseite, wie auch bei den verschiedenen Embedded-Herstellern erhältlich.

## Hersteller
- Aaeon
- Adlink
- Advantech
- AXIOMTEK
- congatec GmbH
- DATA MODUL AG
- GE Intelligent Platforms
- Kontron
- Lippert Embedded
- MSC Vertriebs GmbH
- MEN Mikro Elektronik GmbH
- Portwell
- TQ-Systems
- VIA Technologies GmbH